# Templo de Star Valley
El Templo de Star Valley, Wyoming, es uno de los templos construidos y operados por la Iglesia de Jesucristo de los Santos de los Últimos Días, el número 154 construido por la iglesia y el primer templo SUD construido en el estado de Wyoming, ubicado en Star Valley, Wyoming.
El templo está ubicado al este de la carretera 89, justo al sur de Afton, Wyoming. Star Valley, en el condado de Lincoln al extremo oeste del estado, es un valle de pastizales en las montañas boscosas y la región en Wyoming con la mayor concentración de fieles de la iglesia SUD. Antes de la construcción del templo al oeste de Wyoming, los fieles de la región viajaban al templo de Idaho Falls.

## Historia

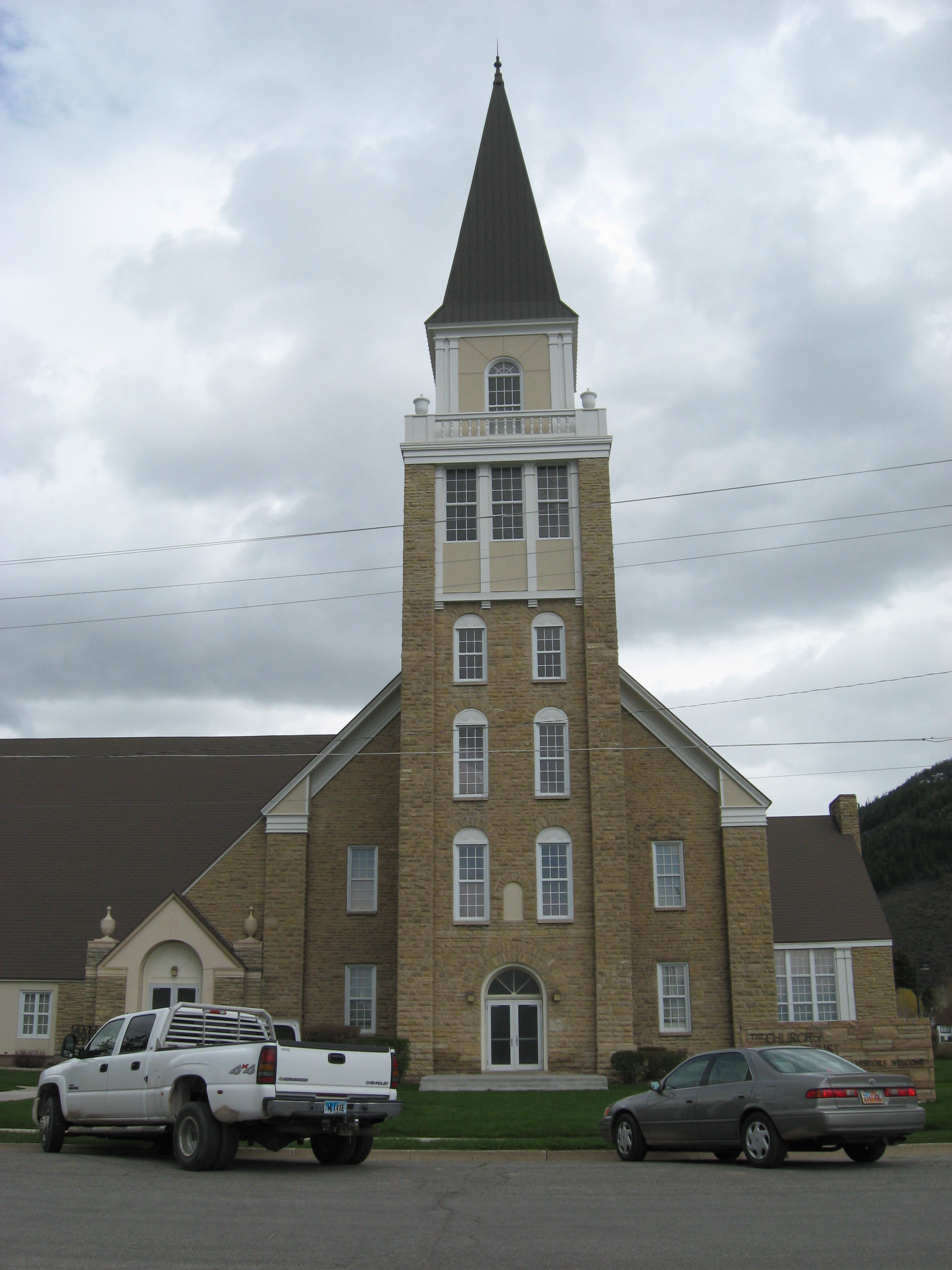
Tabernáculo de Star Valley, construido entre 1904 y 1909.

El movimiento SUD tiene una larga historia en Star Valley. Los primeros fieles que se tiene registro llegaron de Inglaterra en 1858 para trabajar en el paso de Lander, un camino alterno de la ruta del emigrante en Wyoming. Por el año 1870, los ganados de la Iglesia llegaron a ser pastoreados en el valle, y en 1879, se emitió una directiva para colonizar el valle de Salt River, llamado Star Valley el año siguiente. Los fieles se organizaron por primera vez en una congregación bajo el liderazgo eclesiástico de la Estaca Bear Lake. En 1892, la estaca del Star Valley fue organizada con 7 barrios. El Tabernáculo Star Valley de 140 pies, que aún se encuentra en Afton, fue dedicado el 15 de agosto de 1909 por el entonces presidente de la iglesia Joseph F. Smith. Para el 2016 hay dos estacas de la Iglesia en Star Valley: la Estaca de Afton y la Estaca de Thayne, también en Wyoming. 
Del 14 al 15 de agosto de 2009, se celebró la celebración del centenario de la dedicación del Tabernáculo de Star Valley, comenzando con 100 campanadas de una campana pionera sobre la iglesia y el disparo de un cañón. Un Coro de 70 voces del Tabernáculo de Star Valley inició la celebración con un concierto. Un recital de órgano de varios números musicales fue interpretado con un órgano de tubo adquirido en 1987 del Templo de Idaho Falls.

## Construcción
Los planes para la construcción del templo de Star Valley fueron anunciados por Thomas S. Monson durante la conferencia general de la iglesia el 1 de octubre de 2011. El templo fue anunciado al mismo tiempo que el templo de Barranquilla en Colombia, el templo de Durban en Sudáfrica, el templo de Kinshasa en la República Democrática del Congo, y el Templo del centro de la ciudad de Provo en Utah. El anuncio de estos nuevos templo elevaría el número de templos SUD a 166.
El 8 de mayo de 2012, el Ayuntamiento de Afton aprobó por unanimidad una variación del diseño del edificio para permitir que el pináculo del Templo de Star Valley excediera las restricciones de altura impuestas por las leyes de zonificación. Las representaciones arquitectónicas del templo mostradas al Consejo de la Ciudad como posibles opciones para el diseño del nuevo templo incluyeron las del Templo del valle del Gila, también en Arizona, el Templo de Fort Lauderdale en Florida, el Templo de Sacramento en California y el Templo de Calgary en Canadá. El diseño y la orientación exactos del edificio se determinarían en consulta con 15 propietarios de terrenos circundantes. El 10 de marzo de 2015, los planes para el Templo de Star Valley Wyoming fueron presentados al Ayuntamiento de Afton, y se concedió la aprobación para un permiso de construcción de 30 meses.

## Dedicación
El 25 de abril de 2015 se llevó a cabo la ceremonia de la primera palada y la dedicación eclesiástica del terreno sobre el que se construiría el templo, la cual fue realizada por líderes SUD locales y unos 200 invitados adicionales que asistieron a la ceremonia de la primera palada. La ceremonia fue transmitida a centros de reuniones en la región.
El templo SUD de Star Valley fue dedicado para sus actividades eclesiásticas en tres sesiones el 30 de octubre de 2016, por David A. Bednar, miembro del Quórum de los Doce Apóstoles de la iglesia SUD. Los padres de la esposa de Bednar son originarios de la región. Con anterioridad a ello, del 23 de septiembre al 8 de octubre de ese mismo año, la iglesia permitió un recorrido público de las instalaciones y del interior del templo.
El templo de Star Valley tiene un total de 1.580 metros cuadrados de construcción, contando con un salón para ordenanzas SUD y uno para sellamientos matrimoniales.